# Cuatro lunas
Cuatro lunas (no Brasil, 4 Luas) é um filme de drama mexicano de 2014 dirigido e escrito por Sergio Tovar Velarde. A obra segue quatro histórias diferentes de personagens LGBT em quatro fases diferentes da vida.

## Elenco
- Antonio Velázquez - Hugo
- Alejandro de la Madrid - Andrés
- César Ramos - Fito
- Gustavo Egelhaaf - Leo
- Alonso Echánove - Joaquín
- Alejandro Belmonte - Gilberto
- Karina Gidi